# رولستون
رولستون

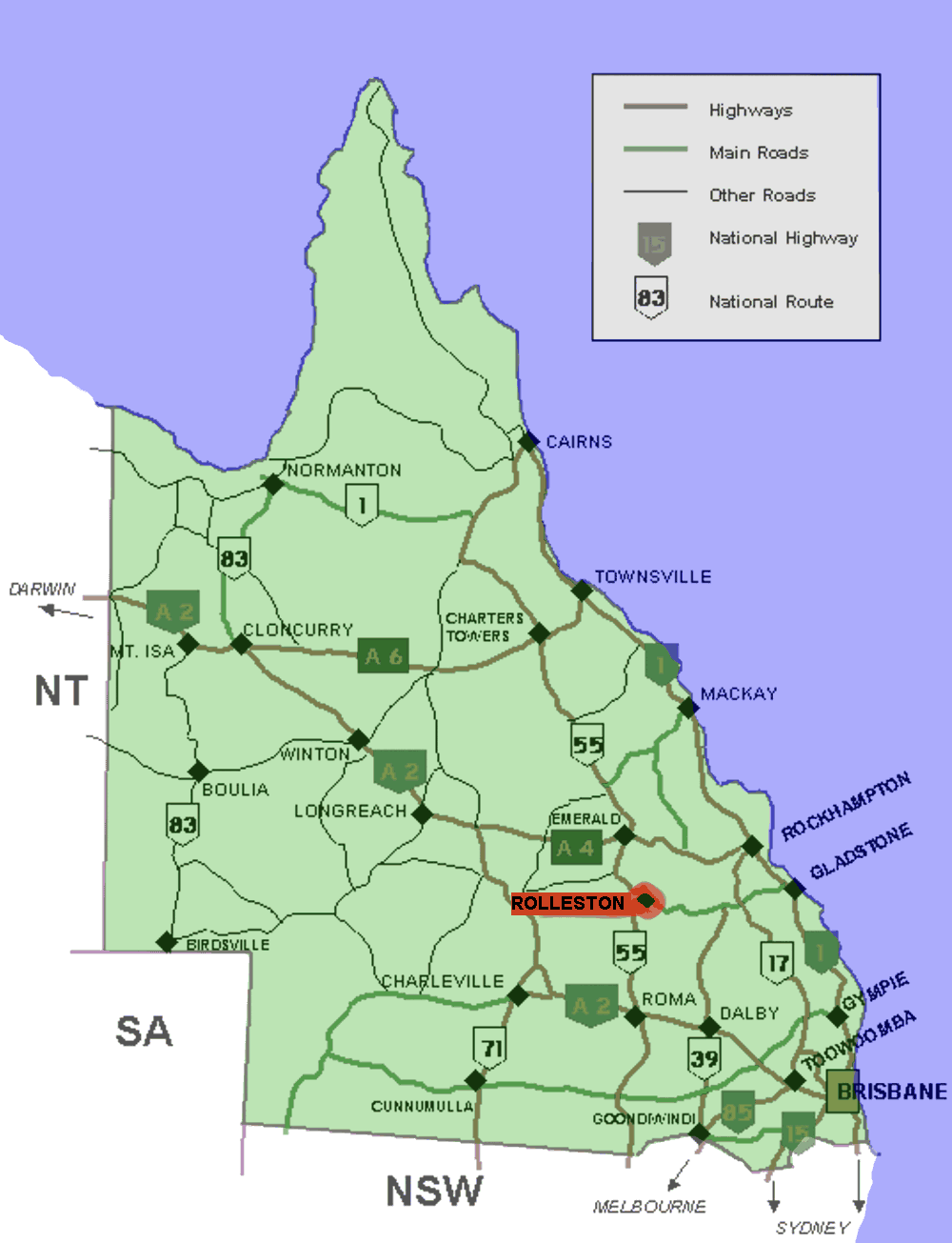
موقع مدينة روليستون

رولستون بالإنجليزية (Rolleston): هي مدينة صغيرة تقع على نهر كوميت بوسط مدينة كوينزلاند، أستراليا, 335 كم إلى الغرب من جلاديستون, 694 كم شمال غرب بريسبان, في تعداد 2006 كان عدد سكان روليستون 219 نسمة.
المصدر: مترجم Rolleston, Queensland